# Middle Fork Casper Creek
Der Middle Fork Casper Creek ist der etwa 131 km lange, rechte Quellfluss des Casper Creek im Zentrum des US-Bundesstaates Wyoming.

## Verlauf
Der Middle Fork Casper Creek entspringt in den Rattlesnake Hills, einer kleinen Bergkette im südwestlichen Natrona County im Zentrum des Bundesstaates Wyoming auf einer Höhe von etwa 2440 m, ca. 80 km westlich von Casper. Von dort fließt er nach Nordosten und fließt durch unbewohntes Gebiet durch die High Plains, dem westlichsten Teil der Great Plains. Nördlich des Pine Mountain verläuft der U.S. Highway 20 für einige Kilometer entlang des Flusses. Im weiteren Verlauf wendet sich der Fluss nach Osten und fließt nach etwa 131 km unterhalb des Daly Reservoir mit dem North Fork Casper Creek zum Casper Creek zusammen, der bei Casper in den North Platte River mündet.

## Hydrologie
Der Middle Fork Casper Creek ist als Nebenfluss des Casper Creek Teil des Einzugsgebietes des North Platte Rivers, der sich über Platte River, Missouri und Mississippi in den Golf von Mexiko entwässert. Das Einzugsgebiet umfasst ein Areal von 700 km² und grenzt an die Einzugsgebiete von Wallace Creek und South Fork Powder River im Norden sowie South Fork Casper Creek und Poison Spider Creek im Süden. Der Middle Fork Casper Creek verläuft auf gesamter Strecke als schmaler Bach durch die semiariden High Plains, dem westlichsten Teil der Great Plains. Im mittleren Flussverlauf weist der Middle Fork Casper Creek aufgrund seiner Lage in den trockenen Great Plains eine periodische Wasserführung auf.

## Belege
1. 1 2 3 4  Middle Fork Casper Creek. In: Geographic Names Information System. United States Geological Survey, United States Department of the Interior (englisch).